# Прусіново (Мронґовський повіт)
Прусіново (пол. Prusinowo, нім. Preußental) — село в Польщі, у гміні Пецки Мронґовського повіту Вармінсько-Мазурського воєводства.
Населення — 121 особа (2011).

## Демографія
Демографічна структура станом на 31 березня 2011 року:
|          | Загалом | Допрацездатний вік | Працездатний вік | Постпрацездатний вік |
| -------- | ------- | ------------------ | ---------------- | -------------------- |
| Чоловіки | 64      | 11                 | 46               | 7                    |
| Жінки    | 57      | 12                 | 32               | 13                   |
| Разом    | 121     | 23                 | 78               | 20                   |